# Disa graminifolia
Disa graminifolia es una especie fanerógama de orquídea de hábito terrestre.  Es nativa de Sudáfrica.
A pesar de estar clasificado durante algunos años como Herschelianthe, hasta 1983, los últimos análisis moleculares han mostrado que su mejor lugar es el género Disa. Es la especie tipo de la sección Herschelianthe.

## Descripción
Es una planta delicada, con aspecto de hierba, con unas cuantas hojas suaves, la inflorescencia con unas pocas flores, generalmente de color azul, con pétalos ovalados y labelo falcado.
Tiene hábitos terrestres con un tamaño grande, prefiere el clima fresco al frío. Tiene 5  hojas basales, semi-erecta, con frecuencia enrolladas y de 6 a 9, hojas caulinares laxas. Florece en el verano en una inflorescencia terminal, erecta, laxa, con 2 a 6 flores azules muy fragantes.

## Distribución y hábitat
Se encuentra en la provincia del Cabo en Sudáfrica en las laderas secas, generalmente en suelos rocosos a menudo entre la vegetación densa, a pleno sol en elevaciones de 300 a 1000 metros.

## Taxonomía
Disa graminifolia fue descrita por  Ker Gawl. ex Spreng.  y publicado en Kongl. Vetensk. Acad. Handl. 21: 212. 1800.
Etimología
Disa : el nombre de este género es una referencia a  Disa, la heroína de la mitología nórdica hecha por el botánico Carl Peter Thunberg.
graminifolia: epíteto latino de gramen = "graminea, hierba" y folius = "hoja".
Sinonimia
- Disa graminifolia Ker Gawl.
- Herschelia coelestis Lindl.
- Herschelia graminifolia (Ker Gawl. ex Spreng.) T.Durand & Schinz
- Herschelianthe graminifolia (Ker Gawl. ex Spreng.) Rauschert[5]